# PINK SEASON
「PINK SEASON」（ピンク シーズン）は、韓国の女性アイドルグループ・Apinkの日本での1枚目のスタジオ・アルバム。2015年8月26日にユニバーサルミュージックジャパンから発売された。

## 収録曲
CD
1. PINK SEASON  [1:34]
作詞：G.NA、作曲：SUPER CHANGDDAI、編曲：SUPER CHANGDDAI・Bae Young Ho
・Seven Springs Of Apinkに収録の「Seven Springs Of Apink」と同一の曲。
2. NoNoNo -Japanese Ver.- [3:40]
作詞：PA-NON、作曲：S.Tiger・Kupa、編曲：S.Tiger
1stシングル「NoNoNo」に収録。（#1）
3. BUBIBU -Japanese Ver.- [3:43]
作詞：HASEGAWA、作曲：GOLD Doo Hyun・Playkid (Kim Won Hyun)、編曲：GOLD Doo Hyun・Playkid (Kim Won Hyun)・Sim Man Ju
・アレンジが原曲（韓国語）版と異なり、余韻が長くなっている。
4. U You -Japanese Ver.- [3:26]
作詞：Ayaka, Ume、作曲：GOLD Doo Hyun・Playkid (Kim Won Hyun)・Oh Hyeon Ho、編曲：GOLD Doo Hyun・Playkid (Kim Won Hyun)・Sim Man Ju・Oh Hyeon Ho
5. モルラヨ -Japanese Ver.- [3:46]
作詞：HI-D、作曲・編曲：SUPER CHANGDDAI
・正式には「ル」の部分が小書き（捨て仮名）になっている。
6. Remember -Japanese Ver.- [3:52]
作詞：PA-NON、作曲：S.Tiger・Beom&Nang、編曲：S.Tiger・GnO
7. Mr. Chu (On Stage) -Japanese Ver.- [3:35]
作詞：Shoko Fujibayashi、作曲：Duble Sidekick・SEION、編曲：Glory Face
・アウトロの部分が原曲（韓国語）版よりも長くなっている。
2ndシングル「Mr. Chu (On Stage)」に収録。（#1）
8. MY MY -Japanese Ver.- [3:54]
作詞：MEG.ME、作曲：S.Tiger、編曲：S.Tiger・Rado
1stシングル「NoNoNo」に収録。（#2）
9. HUSH -Japanese Ver.- [3:31]
作詞：HASEGAWA、作曲・編曲：Rado・Hyu U
2ndシングル「Mr. Chu (On Stage)」に収録。（#2）
10. 天使じゃない -Japanese Ver.- [3:27]
作詞：HI-D、作曲・編曲：KZ・Mr.Bear
11. Good Morning Baby -Japanese Ver.- [3:46]
作詞：Yuto Yamagishi、作曲・編曲：Duble Sidekick・Tenzo&Tasco
3rdシングル「LUV」に収録。（#2）
12. LUV -Japanese Ver.- [4:01]
作詞：KABUTA、作曲：S.Tiger・Beom&Nang、編曲：S.Tiger
3rdシングル「LUV」に収録。（#1）
13. 4月19日 -Japanese Ver.- [4:22]
作詞：Park Cho Rong、作曲・編曲：Kim Jin Hwan